# Cámara de la Asamblea (San Vicente y las Granadinas)
La Cámara de la Asamblea de San Vicente y las Granadinas (en inglés: House of Assembly of Saint Vincent and the Grenadines) es el órgano unicameral que ostenta el poder legislativo de San Vicente y las Granadinas.
En total tiene 23 miembros: 
- 15 representantes uninominales electorales y son elegidos mediante voto plural, también conocido como first-past-the-post.
- 6 senadores son nombrados por el Gobernador general.  Cuatro senadores son designados para representar al gobierno y dos para representar a la oposición.
- Un fiscal general
- Un portavoz